# Campaña del Norte de Virginia
La Campaña del Norte de Virginia, también conocida como Campaña del Segundo Bull Run o Campaña del Segundo Manassas, fue una serie de batallas luchadas en Virginia durante agosto y septiembre de 1862 en el Teatro del Este de la guerra civil estadounidense. El general confederado Robert E. Lee después del éxito de la Campaña de la Península, dirige a sus tropas hacia Washington con la intención de derrotar al recién formado Ejército de Virginia del general de división John Pope.
Preocupado con la posibilidad de que el ejército de Pope se uniera con el Ejército del Potomac del general de división George B. McClellan y fuera derrotado por la aplastante superioridad numérica, Lee envía al general de división Thomas J. Jackson al norte para interceptar el avance de Pope hacia Gordonsville. Las dos fuerzas se enfrentarán en Cedar Mountain el 9 de agosto, produciéndose una victoria confederada. Considerando Lee que el Ejército del Potomac en la Península de Virginia no es ya una amenaza para Richmond, envía a una gran parte de su ejército, al mando del general de división James Longstreet,  tras Jackson. Jackson realiza una amplia maniobra alrededor del flanco derecho de Pope, tomando un gran depósito de suministros en Manassas Junction, y situando a sus fuerzas entre el Ejército de Virginia y Washington. Aprovechando una buena posición defensiva cerca del campo de batalla de la Primera batalla de Bull Run Jackson contiene con éxito los continuos asaltos de la Unión el 29 de agosto mientras las tropas de Longstreet se van aproximando. El 30 de agosto Pope ataca de nuevo, pero sus tropas fueron sorprendidas por las unidades de Longstreet, viéndose forzado a retirarse con graves pérdidas. La campaña finaliza con otra maniobra de flanqueo de Jackson en la que Pope se ve obligado a retirarse sobre la capital tras la batalla inconclusa del 1 de septiembre en 

## Antecedentes
Tras la derrota del Ejército del Potomac de McClellan en la Campaña de la Península tras las Batallas de los Siete Días de junio de 1862, el presidente Abraham Lincoln nombra a John Pope jefe del recién creado Ejército de Virginia. Pope había conseguido algunos éxitos en el frente del oeste, y Lincoln buscaba un general más agresivo que McClellan, que trajera por fin una gran victoria para la Unión.

## Los ejércitos en combate
El Ejército de Virginia se creó el 26 de junio de 1862 a partir de las tropas existentes en los distintos departamentos lindantes a Virginia, muchos de los cuales habían participado  en la campaña del valle de Shenandoah. El nuevo ejército, de unos 51.000 hombres,  se dividió en tres cuerpos de ejército: I C.E., general de división Franz Sigel; II C.E., general de división Nathaniel P. Banks; y III C.E., general de división Irvin McDowell. En Washington se mantendría una reserva a cargo del general de brigada Samuel D. Sturgis. Se crearon igualmente tres brigadas de caballería, cada una de ellas agregada a un cuerpo de ejército; esta dispersión de la caballería no sería nada favorable para la Unión durante la campaña. Una vez iniciadas las operaciones se unirá a la lucha el IX C.E. del general de división Ambrose Burnside, y parte del III, V y VI C.E. del Ejército del Potomac, ascendiendo el total de la Unión a unos 77.000 soldados.
En cuanto al ejército confederado, el ejército de Virginia del Norte de Lee estaba organizado en dos “alas” o “mandos” (realmente eran cuerpos de ejército) de unos 55.000 hombres. El “ala derecha” estaba al mando de Longstreet, y el “ala izquierda” en el de Jackson. La división de caballería del general de división J.E.B. Stuart fue agregada al ala de Jackson.

## Planes y movimientos iniciales
Las misiones que se encargaron a Pope fueron defender Washington y el Valle de Shenandoah. Pero como misión más inmediata, tenía que distraer a las tropas confederadas mientras el Ejército del Potomac se retiraba de la Península de Virginia; con esa intención ideó el ataque a Gordonsville, en el otro extremo del frente. Como primer paso envió un destacamento de caballería, al mando del general de brigada John P. Hatch,  para que cortase la línea férrea en torno a Gordonsville, pero cuando la unidad llegó a la zona, Jackson ya ocupaba el sector desde el 19 de julio, y fui imposible realizar la misión.

Pope tenía además otra misión, encomendada por el mismo Lincoln. Por un lado autorizó la requisa de suministros en Virginia a cambio de unos vales que sólo tenían validez en el Norte. También ordenó que se realizaran detenciones y quema de propiedades siempre que encontrasen resistencia, aunque viniera de parte de civiles.

Mientras tanto Lee, observando la actitud de McClellan en la Península de Virginia, llegó a la conclusión de que Richmond no sería atacada desde ahí, por lo que desvió tropas hacia el norte para frenar a Pope. Lee empezó a planear un ataque sobre cada ejército de la Unión de forma separada como única forma de obtener la victoria.

A finales de julio el guerrillero confederado capitán John S. Mosby observa como en Hampton Roads hay una importante actividad de transporte naval. Informado de dicho acontecimiento, Lee deduce que el Ejército del Potomac está ya en retirada y que tiene que actuar rápido antes de que se unan ambos ejércitos. Envía por ello a la división del general de división A.P. Hill en refuerzo de Jackson, al tiempo que presiona sobre las tropas de McClellan para entorpecer la retirada. El 3 de agosto llegó la orden del general en jefe Henry W. Halleck a McClellan para que se reembarcara y que se dirigiera a Washington para apoyar a Pope; McClellan protestó, y no comenzó la retirada hasta el 14 de agosto.

Campaña del Norte de Virginia
Confederación
Unión

## Batallas y movimientos, del 7 al 27 de agosto
El 29 de julio Pope sale de Washington para dirigir a su ejército. Halleck le informa del próximo repliegue del Ejército del Potomac y de la necesidad de que ambas unidades se unan. No obstante Pope decide pasar a la ofensiva antes de que esto suceda, avanzando sus fuerzas hacia el cruce de Gordonsville. Por parte confederada, Jackson avanza hacia Culpeper el 7 de agosto con la intención de atacar a las tropas de Banks antes de que todo el Ejército de Virginia se concentre.
Batalla de Cedar Mountain (9 de agosto de 1862)
El 9 de agosto el cuerpo de ejército de N. Banks ataca a Jackson en Cedar Mountain, consiguiendo en un principio cierta ventaja. La división del genera de brigada Charles S. Winder fue duramente castigada, y su jefe murió en combate. Un contraataque confederado dirigido por  A.P. Hill hizo retroceder a Banks al otro lado de Cedar Run. Los confederados no pudieron explotar la victoria por la llegada al campo de batalla de tropas de refuerzo de McDowell. Jackson permanece unos días a la espera de un ataque mientras comprueba que su plan de acabar separadamente con los cuerpos de ejército unionistas ya no es posible. El 12 de agosto decide retirarse a Gordonsville.
El 13 de agosto Lee envía a Longstreet a reforzar a Jackson, y el 15 de agosto llega él mismo a Gordonsville para dirigir las operaciones. Concentra a su ejército en Clark’s Mountain, y planea entonces un ataque sobre la retaguardia de Pope para evitar así la unión de los dos ejércitos federales. El 18 de agosto inicia el avance de su ejército cruzando el río Rapidan, con la caballería de Stuart a la cabeza, la cual realizará incursiones en la retaguardia federal para entorpecer sus abatecimientos.

Durante el 20 y 21 de agosto Pope retira su ejército a la línea del río Rappahannock. Pope conocía las intenciones de Lee debido a que la caballería federal en una exploración consiguió una copia del plan de ataque confederado. Stuart estuvo a punto de ser capturado durante su incursión; lo que si perdió fue su sombrero de plumas, por lo que el 22 de agosto, en represalia, capturó la chaqueta de gala de Pope en Catlett’s Station. La incursión de Stuart demostró lo accesible que estaba la retaguardia federal por su ala derecha.
Primera Batalla de Rappahannock Station (del 22 al 25 de agosto)
Los dos ejércitos se enfrentaron en una serie de acciones menores a lo largo del río Rappahannock con el resultado de unos cientos de pérdidas.
Ambos jefes planearon un ataque cruzando el río, pero la crecida que produjeron unas fuertes lluvias impidió la acción. Mientras tanto, el Ejército de Virginia se iba reforzando con cuerpos de ejército del Ejército del Potomac: III C.E. del general de división Samuel P. Heintzelman, V C.E. del general de división Fitz-John Porter, y parte del VI C.E. del general de brigada George W. Taylor. Siendo Lee consciente de los refuerzos enemigos, decidió mandar a la mitad de su ejército, dirigido por Jackson y encabezado por Stuart, a cortar la línea férrea que abastecía a los federales; Lee esperaba que Pope se replegara y poder atacarle en ese momento. Jackson se puso en movimiento el 25 de agosto, y al anochecer ya estaba en Salem (hoy Marshall) al otro lado del Rappahannock.
Batalla de las Operaciones sobre la Estación de Manassas (del 25 al 27 de agosto)
El día 26 Jackson sale hacia el este, pasa la brecha de Thoroughfare en las montañas de Bull Run, y ya en la retaguardia enemiga, ataca la estación de Bristoe, cortando el enlace férreo de Pope con Washington. Al día siguiente, 27 de agosto, continuando con su labor destructora,  arrasa el gran depósito federal de Manassas Junction, derrota cerca de Union Mills a una brigada unionista y se repliega hacia el norte. Como respuesta a esta grave amenaza, Pope retira a su ejército del río Rappahannock e intenta atrapar a Jackson.

## Batallas y movimientos, del 28 de agosto al 1 de septiembre
Batalla de la Brecha de Thoroughfare (28 de agosto)
Como había planeado Lee, tras las tropas de Jackson tenían que ir las de Longstreet, y el lugar de paso era la brecha de Thoroughfare. Pope, obcecado con capturar a Jackson, dirige a todas sus unidades sobre él. McDowell, mientras se repliega sobre Jackson, envía a una brigada y una unidad de caballería sobre dicho sector, ignorando, como su jefe superior, las fuerzas que por allí iban a pasar. Cuando el encuentro se produjo, las fuerzas federales fueron derrotadas, y las tropas de Longstreet pudieron apoyar entonces a Jackson.
Segunda Batalla de Bull Run o Segundo Manassas (del 28 al 30 de agosto)
El 28 de agosto Jackson, mientras las unidades de la Unión se dirigían hacia Centreville para atraparlo, realiza un ataque de flanco sobre las tropas que se dirigen hacia dicha ciudad. Después de varias horas de lucha, la batalla finaliza con un empate.
Pope, conociendo ya el lugar exacto en donde se encontraba Jackson, envía a todo su ejército hacia él. El 29 de agosto la Unión realiza su primer asalto sobre las posiciones confederadas, siendo repelidos con grandes pérdidas por ambos bandos. Por la noche llegan las tropas de Longstreet que se coloca en el flanco derecho de Jackson.
El 30 de agosto Pope reanuda su ataques, desconociendo la presencia de Longstreet y creyendo aún que Jackson se encuentra en una posición aislada. Tras nuevos asaltos federales sobre las unidades de Jackson, los confederados inician el contraataque con las tropas de Longstreet tras una potente preparación artillera. El flanco izquierdo de la Unión cede, y se produce una retirada hacia Centreville. La presión confederada pudo ser contenida debido a la buena actuación de las unidades que cubrían el repliegue. Esta fue la batalla decisiva de la Campaña del Norte Virginia.
Batalla de Chantilly (1 de septiembre).
En un amplio movimiento de flanco, las tropas de Jackson intentan cortar la línea de retirada de Pope. El día 1 de septiembre, en Chantilly, se encuentra con dos divisiones federales a las que se enfrenta. Tras un duro combate, las fuerzas de la Unión consiguen conservar el terreno, posibilitando así la huida del Ejército de Virginia hasta Washington.

## Consecuencias
La Campaña del Norte de Virginia fue una gran victoria para Lee y sus dos principales subordinados, Jackson y Longstreet. Teniendo en cuenta la inferioridad numérica confederada, lo conseguido fue un gran éxito. 
Las pérdidas de la Unión fueron de 16,054 (1,724 muertos, 8,372 heridos, 5,958 desaparecidos o prisioneros) de un total de 75.000 hombres; las de la Confederación fueron de 9,197 (1,481 muertos, 7,627 heridos, 89 desaparecidos o prisioneros) de los 48,500 hombres implicados en la campaña.

Pope, tras el gran fracaso, fue transferido a Minnesota, en donde se hizo cargo de las tropas del Departamento del Noroeste que estaban implicadas en la Guerra de Dakota de 1862 contra los sioux. El Ejército de Virginia fue desbandado el 12 de septiembre, y sus tropas pasaron a formar parte del Ejército del Potomac de McClellan.

Mientras en el bando de la Unión se restablecen de sus heridas, Lee se dirige hacia el norte y el 4 de septiembre cruza el río Potomac, iniciándose así la llamada Campaña de Maryland.